# اریک رابرت کوهن
اریک رابرت کوهن (انگلیسی: Eric Kuhne; ۲ سپتامبر ۱۹۵۱ – ۲۵ ژوئیهٔ ۲۰۱۶) معمار اهل ایالات متحده آمریکا بود.